# Ramón Casas
Ramón Casas y Carbó (en catalán: Ramon Casas i Carbó; Barcelona, 4 de enero de 1866 - 29 de febrero de 1932) fue un pintor español célebre por sus retratos de la élite social, intelectual, económica y política de Barcelona, Madrid y París. Fue diseñador gráfico y sus carteles y postales contribuyeron a perfilar el concepto de modernismo catalán.

## Barcelona y París
El padre de Ramón había hecho fortuna en Matanzas (Cuba) y su madre, Elisa, fallecida, viuda, en Barcelona,  noviembre  1912, procedía de una familia acomodada. En 1877, Casas abandonó la escuela para estudiar arte en el estudio de Juan Vicens Cots. En 1881, siendo todavía un adolescente, fue cofundador de la revista L'Avenç. El número, publicado el 9 de octubre de 1881 incluía un esbozo del claustro del monasterio de San Benito de Bages. Ese mismo mes, acompañado de su primo Miquel Carbó i Carbó, estudiante de medicina, inició su primera estancia en París. Ese invierno estudió con Carolus-Duran y, más tarde, con Henri Gervex. Mientras, ejercía como corresponsal en la capital francesa para L'Avenç. Al año siguiente expuso algunas de sus obras en la Sala Parés de Barcelona y en 1883 expuso su Autorretrato vestido de flamenco en la sala de los Campos Elíseos de París. Ese cuadro le valió una invitación como miembro del salón de la Société d'artistes françaises.

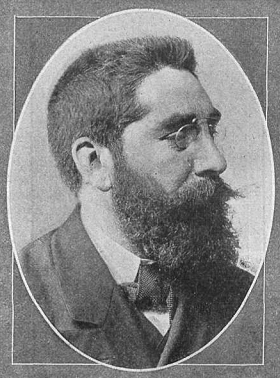
Retrato de Ramón Casas en Mundo Gráfico.

Los siguientes años siguió pintando y viajando, pasando el otoño y el invierno en París y el resto del año en España, básicamente en Barcelona pero también en Madrid y en Granada; su cuadro representando a la multitud en una corrida de toros pintado en 1886 fue el primero de una serie de pinturas detalladas sobre multitudes. Ese mismo año de 1886 sobrevivió a una tuberculosis y quedó convaleciente en Barcelona. En ese periodo de su vida conoció a artistas como Santiago Rusiñol, Eugène Carrière e Ignacio Zuloaga.
Casas y Rusiñol viajaron por Cataluña en 1889 y colaboraron en el libro Por Cataluña (desde mi carro), con textos de Rusiñol e ilustraciones de Casas. Regresaron juntos a París donde se alojaron en el Moulin de la Galette en Montmatre junto con el crítico de arte y pintor Miquel Utrillo y el dibujante Ramón Canudas. Rusiñol realizó una serie de crónicas para el periódico La Vanguardia con el título Desde el Molino que contaron también con las ilustraciones de Casas. Casas se convirtió en miembro de la Société d'artistes françaises lo que le permitió participar en dos exhibiciones anuales sin tener que pasar por un jurado previo.

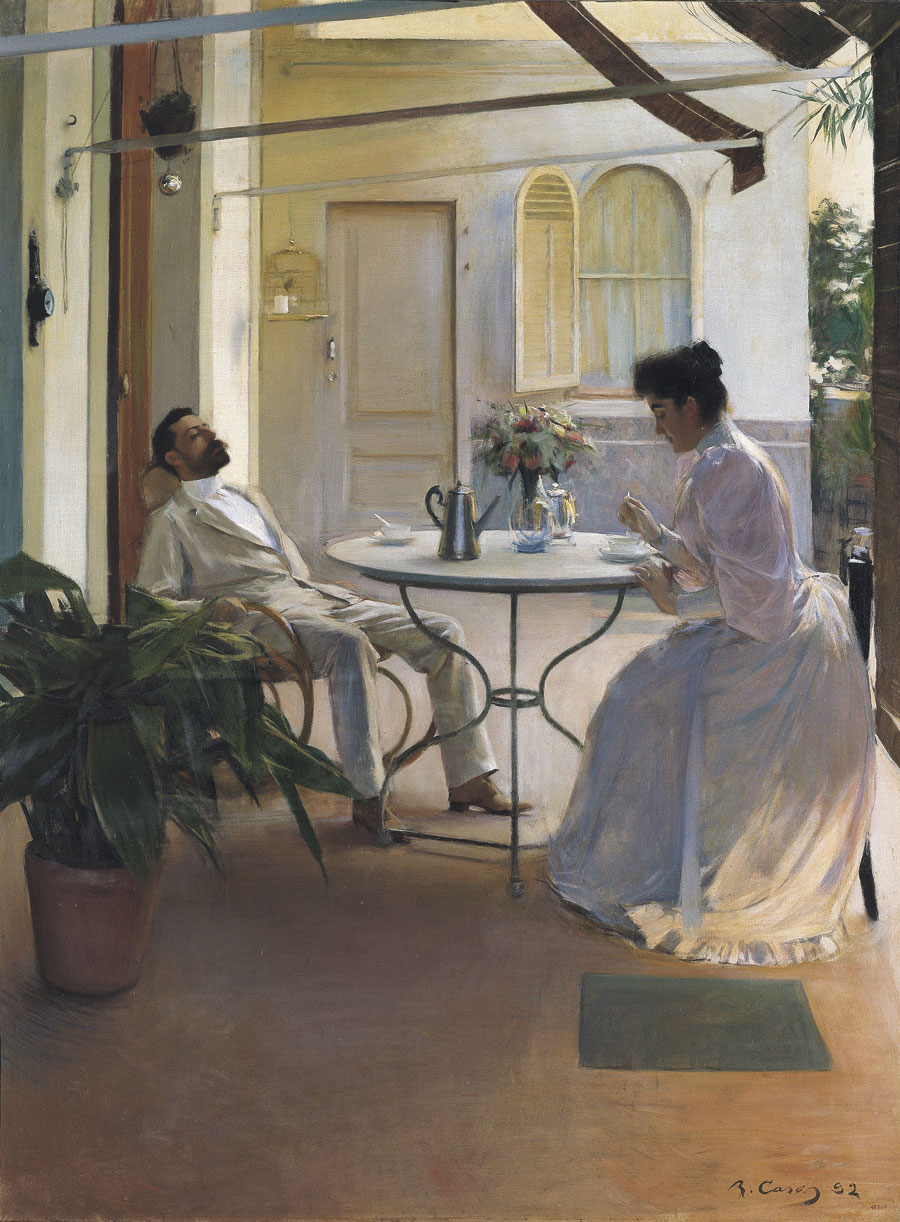
Interior al aire libre (1892), MNAC.

Con Rusiñol y con el escultor Enric Clarasó realizaron una exposición en la Sala Parés en 1890; los trabajos de esta época se encuentran a medio camino entre el estilo académico y el de los impresionistas franceses. Este estilo, que llegó a conocerse como modernismo, aún no estaba del todo desarrollado pero los artistas empezaban a conocerse unos a otros y los artistas catalanes empezaban a identificarse más con Barcelona que con París.
Su fama continuó extendiéndose por toda Europa, realizando exposiciones de éxito en Madrid (1892-1894), Berlín (1891-1896) y en la Exposición Mundial de Chicago de 1893; mientras, el círculo bohemio que incluía a Casas y Rusiñol empezó a organizar frecuentes exposiciones en Barcelona y en Sitges. Con el aumento de la actividad en Cataluña, Casas se estableció en Barcelona aunque seguía viajando a París para los salones anuales.

## Els Quatre Gats
El mundo del arte modernista estableció su centro de operaciones en Els Quatre Gats, un bar al estilo de Le Chat Noir de París. Casas financió este bar, situado en los bajos de la Casa Martí, edificio del arquitecto Josep Puig i Cadafalch situado en la calle Montsió en el centro de Barcelona; se inauguró el mes de junio de 1897 y estuvo abierto durante seis años (se reconstruyó en 1978). Sus compañeros de empresa fueron Pere Romeu, Rusiñol y Miquel Utrillo. En el bar se desarrollaban tertulias y exposiciones de arte, incluyendo una de las primeras de Pablo Picasso. La pieza más destacada de su colección permanente fue un autorretrato de Casas en el que aparece pedaleando sobre un tándem junto a Romeu: Ramon Casas y Pere Romeu en un tándem.
Al igual que Le Chat noir, Els 4 Gats mantuvo su propia revista literaria en la que Casas contribuyó de forma destacada. Tuvo una vida corta pero fue seguida de Pel i Ploma y Forma en las que también contribuyó Casas. Pel i Ploma patrocinó diversas exposiciones de arte incluyendo la primera exposición en solitario de Casas (1899 en la Sala Parés).
Mientras que su carrera como pintor prosperaba, Casas empezó a trabajar en el diseño gráfico, adoptando el estilo art noveau que llegó a definir al modernismo. Diseñó carteles para el bar y también realizó anuncios para la firma «Codorniu», fabricante de cava o para el «Anís del Mono».

## Aumento de su fama
Para la exposición universal de 1900 en París, el comité español seleccionó dos retratos al óleo realizado por Casas: un retrato de 1891 de Eric Satie y otro de la hermana de Casas, Elisa. Su retrato de una ejecución mediante El garrote vil ganó uno de los premios principales en Múnich en 1901. Sus obras se exhibían por toda Europa y en otros puntos del mundo, como Buenos Aires. En 1902 doce de sus obras quedaron expuestas de forma permanente en el Círculo del Liceo, club exclusivo asociado al teatro de la ópera barcelonés...

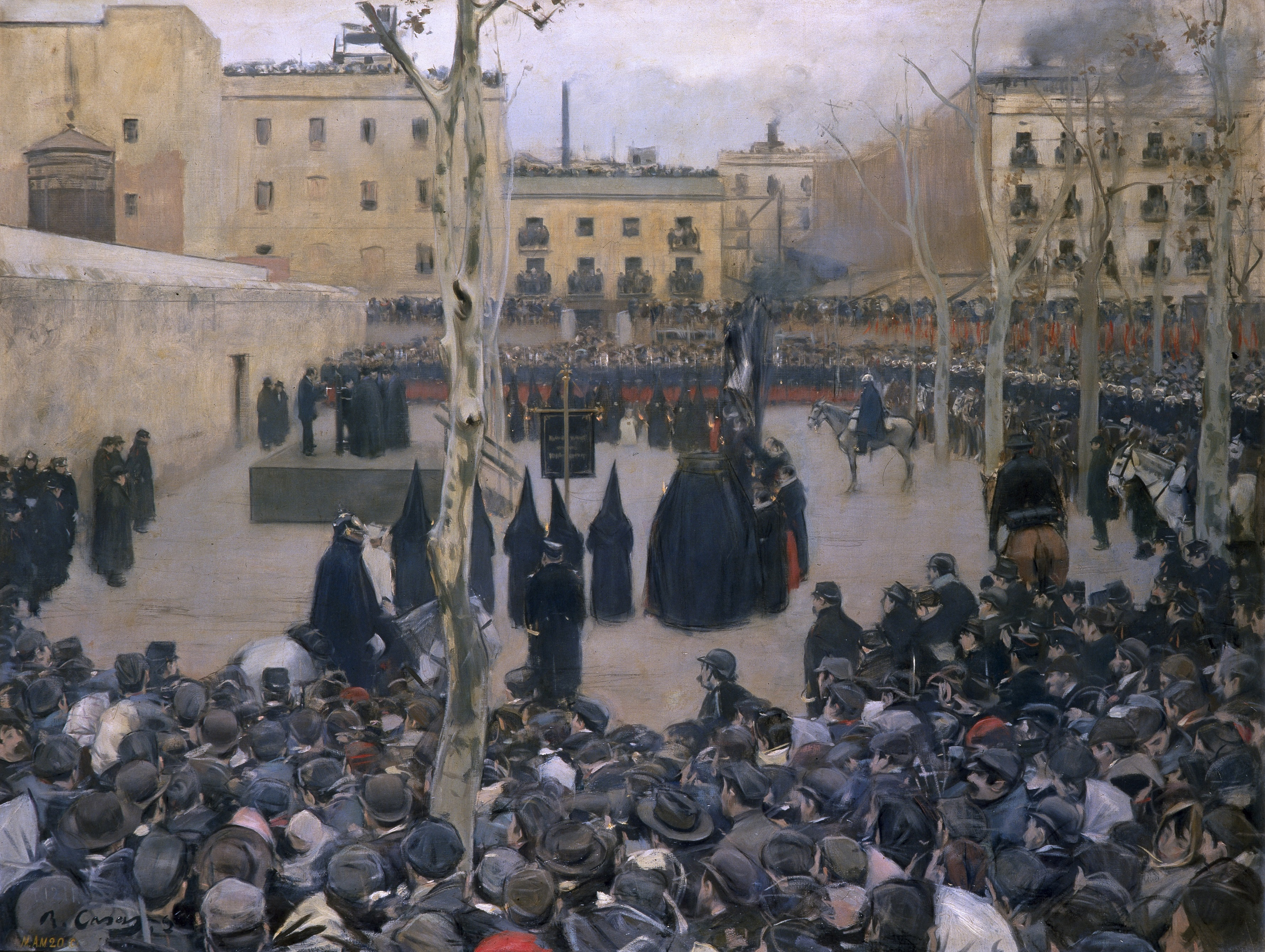
El garrote vil (1894), Museo Reina Sofía.

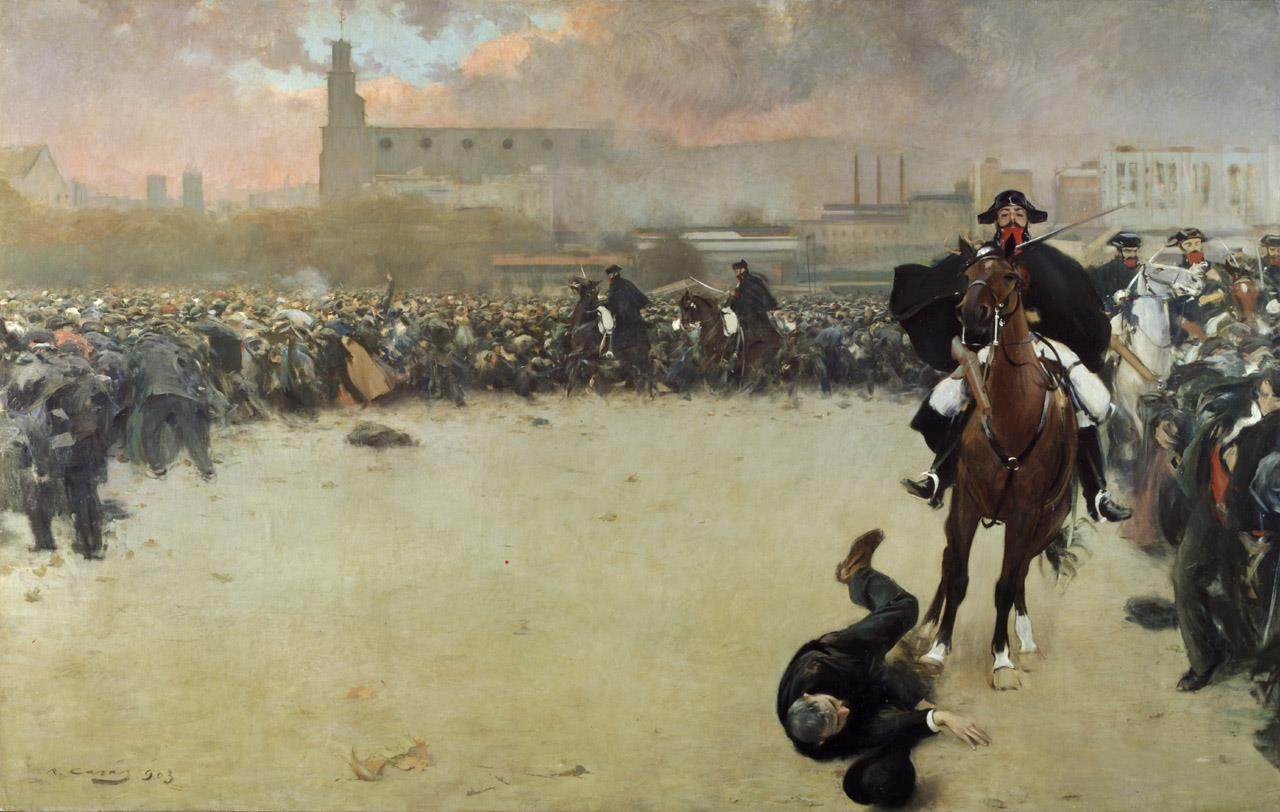
La carga (1903), Museo de la Garrocha.

En 1903 se convirtió en Societaire completo del Salon du Champ de Mars de París, lo que le permitió realizar una exposición anual; de hecho, sólo expuso durante dos años. En 1903, la obra presentada fue La carga que más tarde renombró como Barcelona 1902 en referencia a una huelga general ocurrida en Barcelona en esas fechas. Sin embargo, la pintura de Casas, que muestra a un Guardia Civil cargando contra la multitud, había sido pintada dos años antes de la huelga. En 1904, esa misma pintura ganó el primer premio en la Exposición General de Madrid.
En 1904, durante una estancia en la capital española, realizó una serie de caricaturas de la elite madrileña así como de pintores como Joaquín Sorolla y Agustín Querol, escultor oficial del gobierno español. En el estudio de Querol realizó un retrato ecuestre del rey Alfonso XIII que fue adquirido por el coleccionista estadounidense Charles Deering.

## Julia Peraire

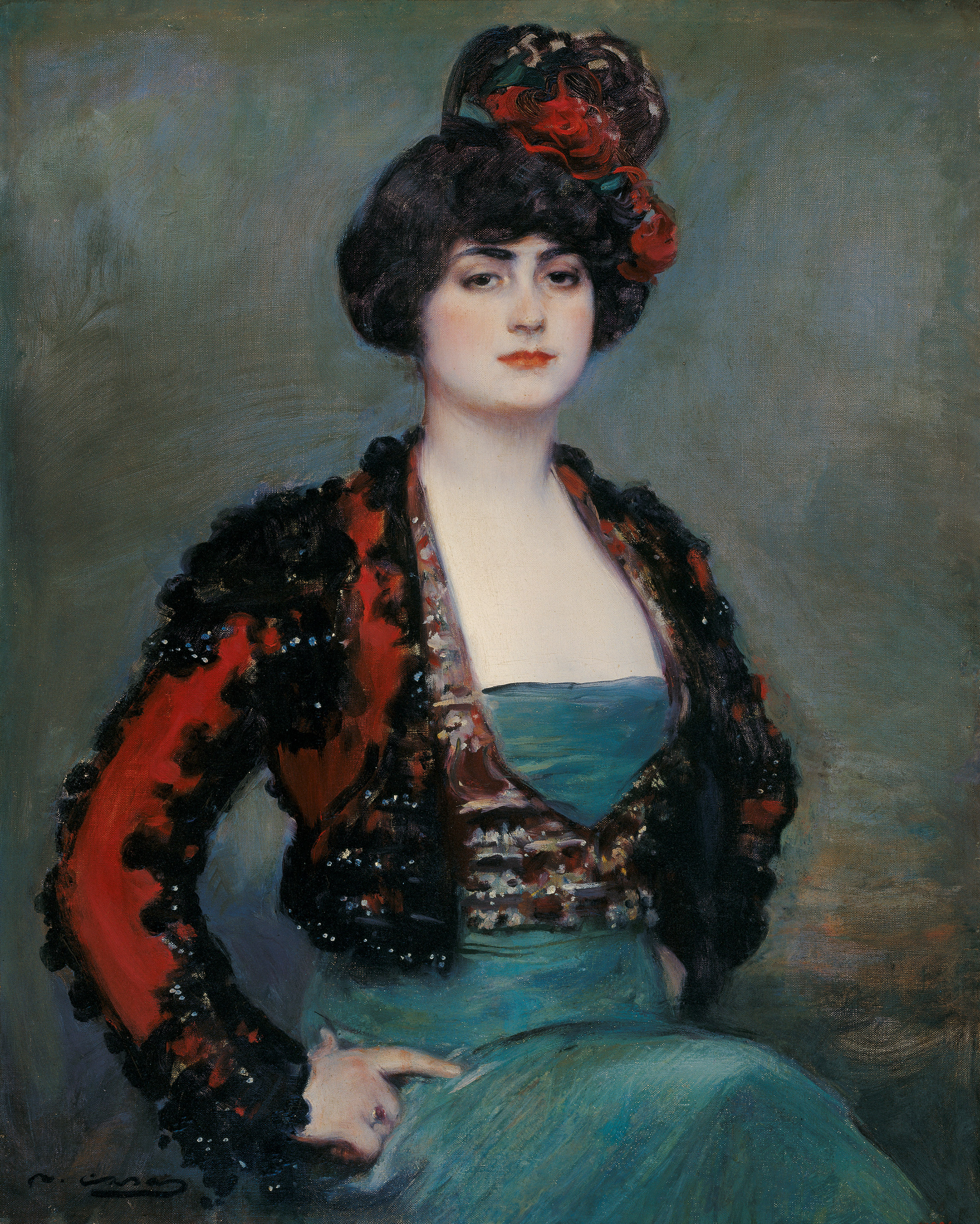
Julia (c. 1915), óleo sobre lienzo, Museo Carmen Thyssen, Málaga.

Debido al aumento de su fama como retratista, Casas se instaló de nuevo en Barcelona. Frecuentó las tertulias de la Maison Dorée, donde conoció a Julia Peraire Ricarte, una vendedora de lotería veintidós años más joven que él. La pintó por primera vez en 1906 cuando Julia tenía dieciocho años. Pronto se convirtió en su modelo preferida y en su amante. En 1915, Casas la pintó vestida de torera y peinada con flores y peineta. Algunos autores han establecido conexiones entre esta obra y el Periodo Azul de Picasso, así como con la obra de Zuloaga. A pesar de que la familia de él no aprobaba esta relación llegaron finalmente a casarse en 1922.

## Patrocinio
La madre de Casas compró en 1907 el monasterio de San Benito de Bages y contrató a Josep Puig i Cadafalch para que lo restaurara. Casas pasó mucho tiempo en San Benito y cinco años más tarde, a la muerte de su madre, heredó el monasterio.
En 1908, Casas junto a su patrocinador Deering, viajaron por Cataluña. Deering compró un antiguo hospital en Sitges con la idea de convertirlo en su residencia. Ese mismo año, Casas inicia un viaje de seis meses por Cuba y los Estados Unidos. Durante este viaje realizó una docena de retratos al óleo y cerca de una treintena de dibujos al carbón de amigos y socios de Deering.
De regreso a España expuso en Madrid y Barcelona, En la galería Fayanç Català de Barcelona, mostró unos 200 dibujos al carbón que donó al Museo de Barcelona. Su exposición de Madrid se realizó en el Ministerio de Turismo e incluía retratos de figuras destacadas de la ciudad, incluido el rey.
Antes de que se iniciara la Primera Guerra Mundial viajó por España y Europa, visitando Viena, Budapest, Múnich, París, Países Bajos, Madrid y Galicia. Realizó importantes exposiciones en España y en Francia. En 1913 compró una vivienda en Barcelona, una torre en el barrio de San Gervasio de Barcelona; en 1915 realizó una exposición conjunta con Rusiñol y Clarassó en la Sala Parés, conmemorando así el 25.º aniversario de su primera exposición conjunta.

## Tamarit

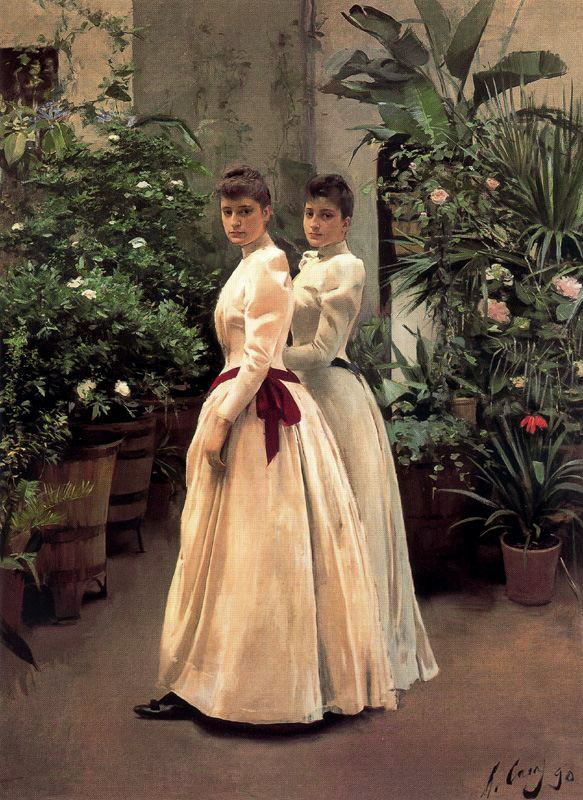
Retrato de las señoritas N.N. (1890), colección particular.

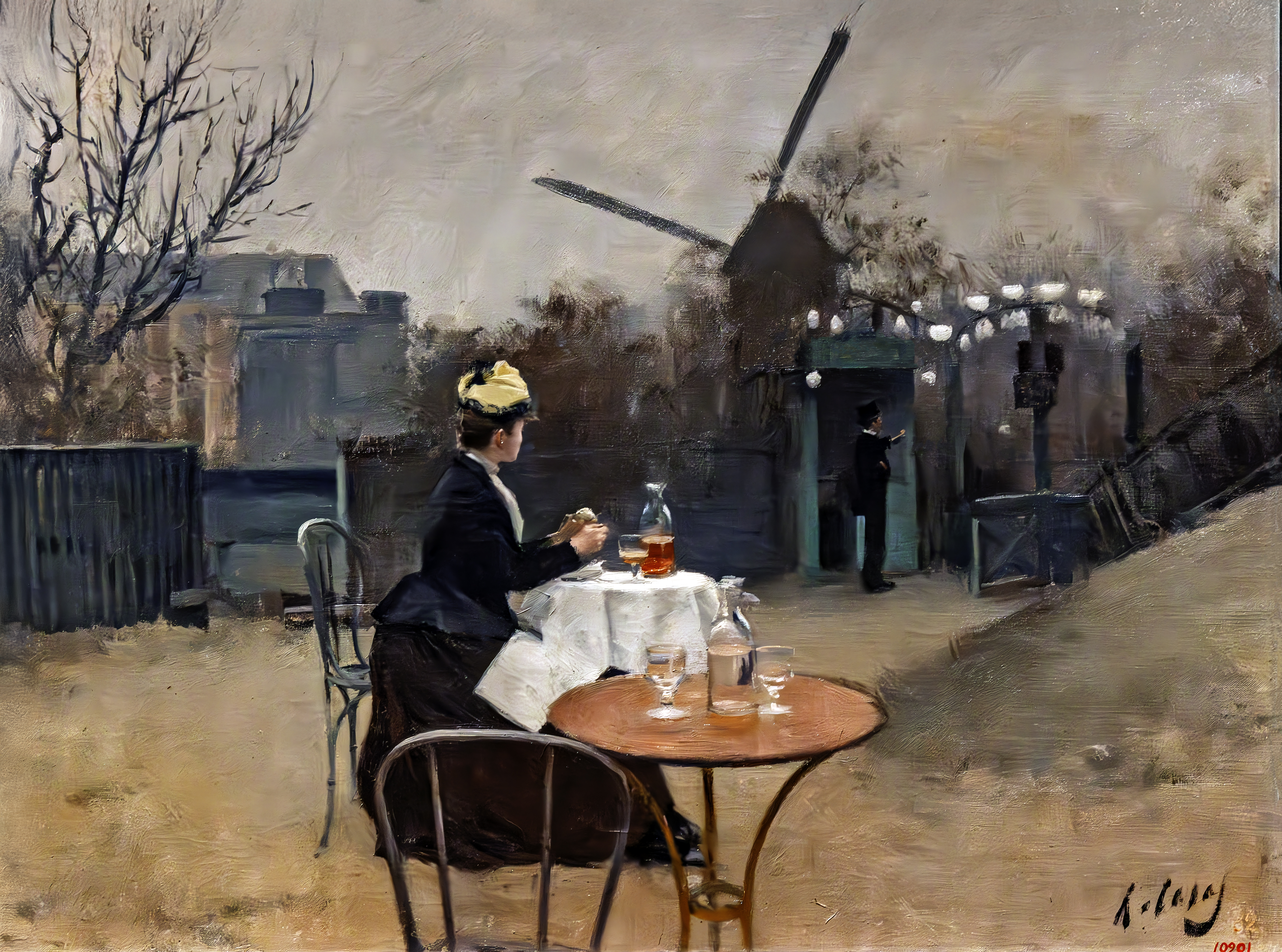
Plein air (ca. 1890-1891), MNAC.

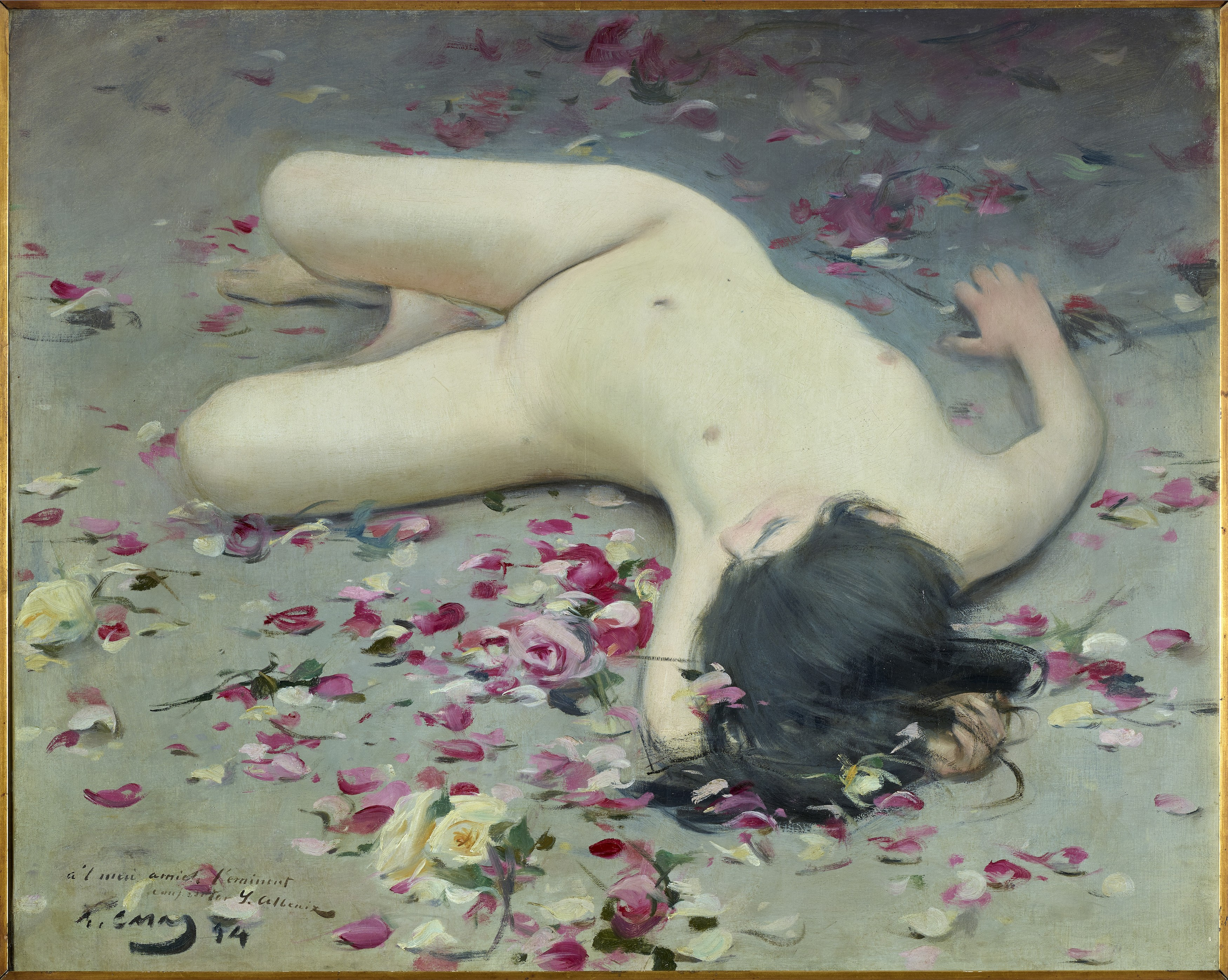
Flores deshojadas (1894), colección particular.

En 1916 Casas y Charles Deering viajaron a Tamarit (Tarragona). Deering compró el castillo y el despoblado entero y colocó a Casas en la dirección del proyecto de restauración del mismo. Años más tarde, en 1924, Casas regresó a Tamarit para pintar diversos paisajes.
Casas, Rusiñol, y Clarassó siguieron realizando exposiciones conjuntas en la Sala Parés que se hicieron constantes hasta la muerte de Rusiñol en 1931. Casas continuó pintando retratos y paisajes, así como algunos carteles para la lucha contra la tuberculosis pero en el momento de su muerte, en 1932, se había convertido más en una figura del pasado que del presente. Fue enterrado en el Cementerio de Montjuic de Barcelona.

## Obras
- Antes del baño, óleo sobre lienzo, 72,5 × 60 cm, Montserrat, Museo de Montserrat, 1894
- Au Moulin de la Galette, óleo sobre lienzo, 117 × 90 cm, Montserrat, Museo de Montserrat, 1892
- Autorretrato vestido de flamenco, óleo sobre lienzo, 115 x 96.5 cm, Barcelona, Museo Nacional de Arte de Cataluña (MNAC), 1883
- Corrida de toros, óleo sobre lienzo, 53.7 x 72.4 cm, Montserrat, Museo de Montserrat, 1884
- Autorretrato vestido de bandolero, óleo sobre lienzo, 100 x 81 cm, Montserrat, Museo de Montserrat, 1885
- Retrato de Montserrat Casas, óleo sobre lienzo, 202 x 92 cm, Colección Banco Hispano Americano, 1888
- Retrato de Elisa Casas, óleo sobre lienzo, 200 × 100 cm, colección particular 1889
- Retratándose, óleo sobre lienzo, 59 x 73 cm, Sitges, Museo Cau Ferrat, 1890
- La viuda, óleo sobre lienzo, 186 x 115 cm, Villanueva y Geltrú, Biblioteca Museo Víctor Balaguer, 1890
- Club Náutico de Barcelona, óleo sobre lienzo, 100 x 140 cm, Montserrat, Museo de Montserrat, 1890-1891
- Doméstico domesticado, óleo sobre lienzo, 42,2 x 32 cm, Montserrat, Museo de Montserrat, 1890
- Retrato de las señoritas N.N., óleo sobre lienzo, 220 × 160 cm, colección particular, 1890
- Montmartre, óleo sobre lienzo, 64 × 45 cm, Villanueva y Geltrú, Biblioteca Museo Víctor Balaguer, 1890-91
- Plein Air, óleo sobre lienzo, 115 x 82 cm, Barcelona, MNAC, 1891
- Interior, óleo sobre lienzo, 102 x 82 cm, Barcelona, MNAC, 1891
- Sacré Cour, óleo sobre lienzo, 67 x 55.5 cm, Barcelona, MNAC, 1891
- Interior al aire libre, óleo sobre lienzo, 160,5 x 121 cm, Barcelona, Colección Carmen Thyssen-Bornemisza, 1892
- Bal du Moulin de la Galette, óleo sobre lienzo, Sitges, Museo Cau Ferrat, 1893
- El garrote vil, óleo sobre lienzo, 127 x 166,2 cm, Madrid, Museo Nacional Centro de Arte Reina Sofía, 1894
- Flores deshojadas, óleo sobre lienzo, 101 x 80 cm, colección particular, 1894
- Baile de tarde, óleo sobre lienzo, 170 x 230 cm, Barcelona, Círculo del Liceo, 1896
- Procesión del Corpus de la Iglesia de Santa María, óleo sobre lienzo, Barcelona, MNAC, 1896-1898
- Ramon Casas y Pere Romeu en un tándem, óleo sobre lienzo, 191 x 215 cm, Barcelona, MNAC, 1897
- Joven decadente, óleo sobre lienzo, 46,5 × 56 cm, Montserrat, Museo de Montserrat, 1899
- La carga, óleo sobre lienzo, 298 x 470.5 cm, Museo Nacional Centro de Arte Reina Sofía en depósito en Olot, Museo Comarcal de la Garrocha, 1903
- Julia, óleo sobre lienzo, 85 x 67 cm, Málaga, Museo Carmen Thyssen, 1915